# Сароджини Саху
Сароджини Саху (ория ସରୋଜିନୀ ସାହୁ); 4 января 1956, Дхенканал, Орисса, Индия) — индийская писательница, журналистка, феминистка. Доктор философии в области орийской литературы и бакалавр права Уткальского университета.

## Биография
Родилась в небольшом городке Дхенканал. Окончила Уткальский университет в г. Бхубанешвар. Сейчас преподает в колледже в г. Белпахар, индийского штата Орисса.

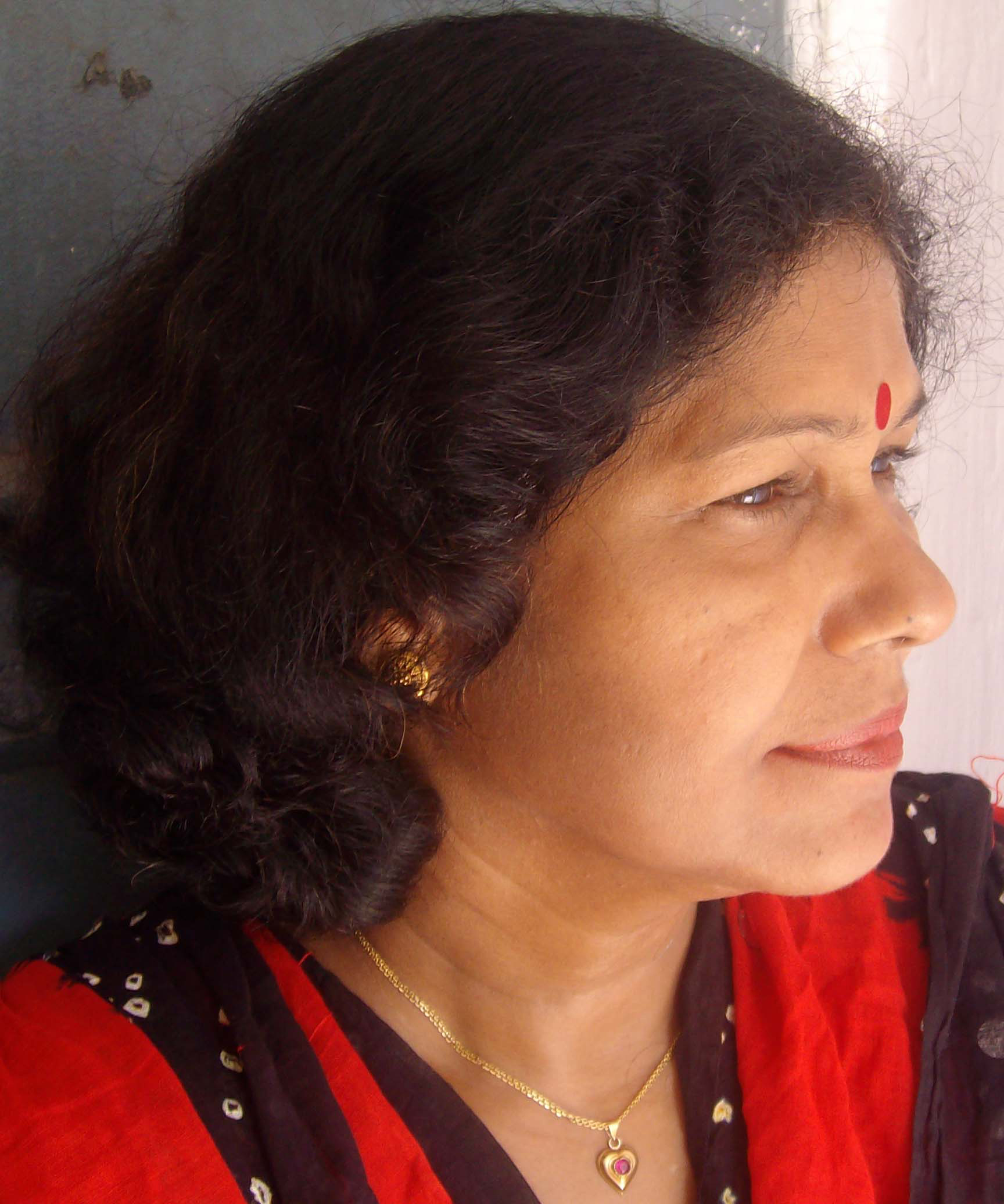
Сароджини Саху в 2010 году

## Личная жизнь
Была замужем за писателем Джагадишем Моханти. В браке родилось двое детей: Анубхав и Самбедана.

## Творчество
Автор романов, новелл, поэтических сборников, публицист. Пишет на хинди, языке ория и английском языке.
Издала десять сборников антологии рассказов на английском, восемь романов на языке ория.
Сароджини Саху ныне — ключевая фигура и законодательница феминизма в современной индийской литературе. Известна своей критикой западного феминизма на том основании, что он этноцентричен и не принимает во внимание уникальный опыт женщин из стран «третьего мира». Её феминизм тесно связан с женской сексуальной политикой. Сароджини Саху резко выступает против патриархальных ограничений сексуального выражения женщины, и идентифицирует сексуальное освобождение женщин как реальный мотив женского движения.

## Избранные произведения

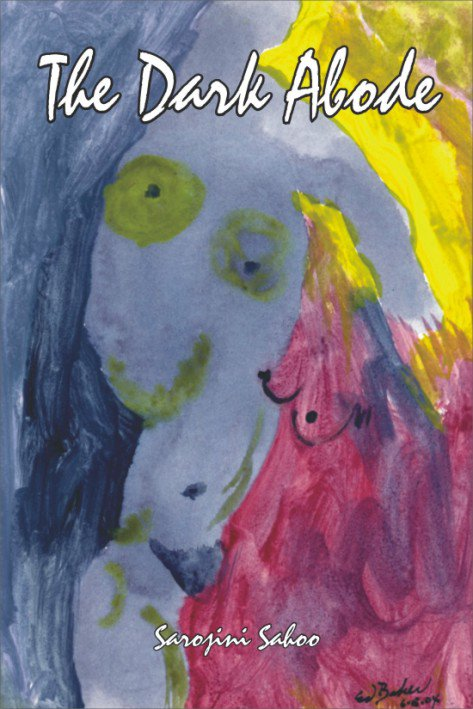
Обложка романа «Gambhiri Ghara» (The Dark Abode)

### Романы на языке ория

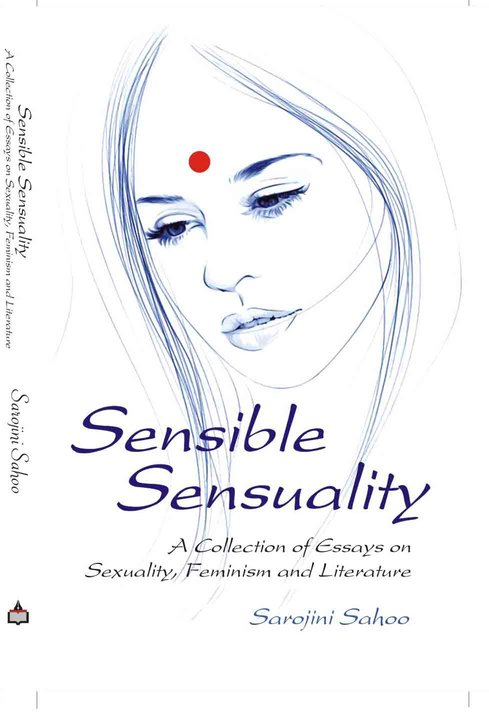
Обложка романа «Sensible Sensuality»

- Upanibesh (1998) (первая попытка в литературе ория сосредоточиться на сексуальности, как части социального статуса женщины)
- Pratibandi (1999) ISBN 81-7411-253-7
- Swapna Khojali Mane (2000)
- Mahajatra (2001)
- Gambhiri Ghara (2005). Роман «Gambhiri Ghara» стал бестселлером в орийской литературе.
- Bishad Ishwari (2006)
- Pakshibasa (2007)
- Asamajik (2008)

### Сборники рассказов и антологии
- Sarojini Sahoo Stories (2006) ISBN 81-89040-26-X (на английском)
- Waiting for Manna (2008) ISBN 978-81-906956-0-2 (на английском)
- Rape Tatha Anya Kahaniyana (2010) ISBN 978-81-7028-921-0 (на хинди)
- Sukhara Muhanmuhin (1981) (на языке ория)
- Nija GahirareNije (1989)
- Amrutara Pratikshare (1992)
- Chowkath (1994)
- Tarali Jauthiba Durga (1995)
- Deshantari (1999)
- Dukha Apramita (2006)
- Srujani Sarojini (2008).

## Премии и награды
- Orissa Sahitya Academy Award, 1993
- Jhankar Award, 1992
- Bhubaneswar Book Fair Award, 1993
- Prajatantra Award, 1981,1993
- Ladli Media Award, 2011